# Camden (bydel)
Camden

Vist i Greater London
| Status                | Bydel i London |
| Areal:                | 21,80 km²      |
| Befolkning:           | 207.008 (2002) |
| Befolkningstæthed:    | 9496 pr. km²   |
| ONS-kode:             | 00AG           |
| Adm. center:          | St. Pancras    |
| Adm. grevskab:        | Greater London |
| Ceremonielt grevskab: | Greater London |
|                       |                |
| Region:               | Greater London |
|                       |                |

 For alternative betydninger, se Camden. (Se også artikler, som begynder med Camden)
Camden (officielt: The London Borough of Camden eller Camden London Borough Council) er en bydel i det indre London.
Kommunen blev oprettet i 1965, Metropolitan Borough of Hampstead, Metropolitan Borough of Holborn og Metropolitan Borough of St Pancras blev slået sammen.
Bydelen grænser mod City of London og City of Westminster i syd, Brent i vest, Barnet og Haringey i nord og Islington i øst.
British Museum og British Library ligger i Camden.

## Steder i Camden
- Bloomsbury
- Camden Town (inkl. Camden Market), Cricklewood
- Covent Garden
- Dartmouth Park
- Fitzrovia, Fortune Green
- Gospel Oak
- Hampstead inkluderet dele af Hampstead Heath
- Highgate (sydvestlig del)
- Holborn
- Kentish Town
- Kilburn
- Kings Cross og St. Pancras
- Primrose Hill
- Somers Town
- South Hampstead
- Swiss Cottage
- West Hampstead

## Tilstødende bydele (borroughs)
51°32′34″N 0°09′34″V / 51.5428°N 0.1594°V